# Sampolo
Sampolo är en kommun i departementet Corse-du-Sud på ön Korsika i Frankrike. Kommunen ligger  i kantonen Zicavo som tillhör arrondissementet Ajaccio. År 2022 hade Sampolo 87 invånare.

## Befolkningsutveckling
Antalet invånare i kommunen Sampolo
Referens:INSEE